# Azufral
L'Azufral ou Azufral de Túquerres est un stratovolcan de Colombie. Il est situé dans le département de Nariño, au sud-ouest du pays, dans la cordillère Occidentale des Andes colombiennes.

## Géographie

### Situation
L'Azufral est situé dans le département de Nariño, au sud-ouest du pays, dans la cordillère Occidentale des Andes colombiennes. La municipalité la plus proche est Túquerres, 7 km plus à l'est.

### Topographie
Le cratère de l'Azufral mesure 3 km de diamètre et est occupé par un lac, la Laguna Verde. Il se dresse à 4 070 mètres d'altitude.

### Hydrographie
De nombreux cours d'eau naissent sur les pentes de l'Azufral. Il s'agit au nord-est du río Azufral, au sud du río Telléz et à l'ouest du río Güiza.

## Histoire

### Histoire éruptive
L'Azufral ne semble pas avoir eu d'éruption historique. La dernière remonte aux environs de 930 av. J.-C..
Le volcan produit cependant des fumerolles qui s'échappent de divers endroits.

### Histoire humaine
Durant le XIXe siècle, des scientifiques tels l'Allemand Alexander von Humboldt en 1801, le Français Jean-Baptiste Boussingault en 1831 et les Allemands Wilhelm Reiss (en) et Alphons Stübel en 1869 visitèrent le cratère de l'Azufral.